# Glypta abrupta
Glypta abrupta är en stekelart som beskrevs av Dasch 1988. Glypta abrupta ingår i släktet Glypta och familjen brokparasitsteklar. Inga underarter finns listade i Catalogue of Life.